# 马克斯·莫斯利
马克斯·莫斯利（英語：Max Mosley，1940年4月13日—2021年5月23日），是一位英国赛车手、律师，曾担任国际汽车联合会（FIA）的主席。
莫斯利作为业余赛车手，是英国March Engineering车队的创始人之一，并处理车队的法律和商务事项。同时他成为了一级方程式制造商协会（FOCA）的代表，他与伯尼·埃克莱斯顿一起代表FOCA与FIA的赛事组织者往来。1978年，莫斯利成为FOCA的官方法律顾问，他和马可·皮奇尼尼（Marco Piccinini）商议制定了《协和协议》的第一版，以解决FOCA与FIA之间长期的争端。1991年莫斯利被选为国际赛车运动联合会（FISA，1993年随FIA改组而解散）主席，并于1993年成为FIA主席。
莫斯利在国际汽联主席任上，推动了汽车安全性方面的改进，例如组织成立并担任歐盟新車安全評鑑協會（ENCAP）主席，设立严格的碰撞测试标准。同时对赛车运动的安全性和绿色发展做出了贡献。
2008年，英国媒体报导了莫斯利与多名女性的性丑闻事件，并称他为纳粹主义者，莫斯利对此起诉并获胜（Mosley v News Group Newspapers Ltd），同时在FIA的信任投票中保住了FIA主席的职位。但即便如此，他的性丑闻依然对他的名誉造成了影响，他被迫于2009年任满后下台。
2021年5月23日，莫斯利在得悉自己患有末期癌症下舉槍自盡，享年81岁。

## 個人生活
马克斯父親是英国著名的法西斯主义政治家奥斯瓦尔德·莫斯利，母親是戴安娜，莫斯利爵士夫人，为米特福德姐妹之一。 马克斯有兩名擁有男爵頭銜的哥哥：第一代凱德爾斯頓的寇松侯爵喬治·寇松的後代第三代拉文斯代爾男爵尼古拉斯·莫斯利、健力士家族第三代莫恩男爵喬納森·吉尼斯。